# Hugo Tiberg
Hugo Tiberg (1929-) é um jurista sueco, especialista em Direito Marítimo. É professor emérito das universidades de Estocolmo e Gotemburgo.
Foi diretor do Instituto Axel Ax:son Johnson para o Direito Marítimo e do Transporte, da Universidade de Estocolmo, de 1965 a 1999.
Sua obra mais importante, The Law of Demurrage, originalmente publicada em 1960, é considerada uma das mais influentes sobre o tema, tendo verdadeiramente dado início para a abordagem do assunto como matéria acadêmica.